# Caprella erethizon
Caprella erethizon är en kräftdjursart som beskrevs av Mayer 1901. Caprella erethizon ingår i släktet Caprella och familjen Caprellidae. Inga underarter finns listade i Catalogue of Life.